# Wiltrud Urselmann
Wiltrud Urselmann, po mężu Haverkamp (ur. 12 maja 1942 w Krefeld) – niemiecka pływaczka, srebrna medalistka olimpijska z Rzymu.
Zawody w 1960 były jej pierwszymi igrzyskami olimpijskimi i zajęła w nich drugie miejsce na dystansie 200 metrów stylem klasycznym, wyprzedziła ją Brytyjka Anita Lonsbrough. Startowała wówczas w barwach olimpijskiej reprezentacji Niemiec. Brała również udział w igrzyskach w 1964 w Tokio, już bez sukcesów. W 1958 – w barwach Niemiec Zachodnich – zdobyła brąz mistrzostw Europy (200 m klasykiem), była rekordzistką globu na dystansie 100 i 200 metrów stylem klasycznym.
Jej mąż Hermann Haverkamp był piłkarzem wodnym, olimpijczykiem z 1968 i 1972.